# 8 tháng 10
Ngày 8 tháng 10 là ngày thứ 281 (282 trong năm nhuận) trong lịch Gregory. Còn 84 ngày trong năm.

## Sự kiện
- 314 – Hoàng đế La Mã Licinius bị đánh bại bởi đồng sự của mình Constantine I tại Trận đánh Cibalae, và mất vùng lãnh thổ châu Âu của ông.
- 451 – Tại Chalcedon, một thành phố của Bithynia ở Tiểu Á, phiên họp đầu tiên của Hội đồng Chalcedon bắt đầu (kết thúc vào 1 tháng 11).
- 1075 – Dmitar Zvonimir lên ngôi Vua Croatia.
- 1200 – Isabella of Angoulême trở thành Hoàng hậu Anh.
- 1480 – Great standing on the Ugra river, một cuộc thương thuyết giữa các lực lượng của Akhmat Khan, Khan của Great Horde, và Grand Duke Ivan III của Nga, mà kết quả trong đó là sự rút lui của Tataro-Mongols và sự tan vỡ cuối cùng của Horde.
- 1573 – Kết thúc cuộc vây hãm Tây Ban Nha của Alkmaar, chiến thắng đầu tiên của Hà Lan trong Chiến tranh giành độc lập Hà Lan.
- 1582 – Do việc thực hiện theo lịch Gregory nên ngày này không tồn tại trong năm này ở Ý, Ba Lan, Bồ Đào Nha và Tây Ban Nha.
- 1600 – San Marino thông qua Hiến pháp bằng văn bản của nước này
- 1806 – Các cuộc chiến tranh của Napoléon: Lực lượng của Đế quốc Anh lay bao vây cảng Boulogne ở Pháp bằng cách sử dụng Congreve rockets, phát minh bởi Sir William Congreve.
- 1813 – Hiệp ước Ried đã được ký kết giữa Bayern và Áo.
- 1821 – Chính phủ của tổng José de San Martín thiết lập Hải quân Peru.
- 1829 – Đường sắt: The Rocket của Stephenson giành chiến thắng trong cuộc thi The Rainhill Trials.
- 1856 – Chính quyền nhà Thanh bắt giữ và bỏ tù 12 người trên tàu Arrow của Hồng Kông vì tội cướp biển và buôn lậu, dẫn đến Chiến tranh Nha phiến lần thứ hai.
- 1860 – Đường dây điện báo giữa Los Angeles và San Francisco được mở.
- 1862 – Nội chiến Hoa Kỳ: Battle of Perryville – Liên minh lực lượng dưới quyền tướng Don Carlos Buell tạm dừng lại Liên minh miền Nam xâm lược Kentucky bởi quân đội đánh bại do Tổng Braxton Bragg tại Perryville, Kentucky.
- 1871 – Bốn đám cháy lớn bùng phát trên bờ Hồ Michigan ở Chicago, Peshtigo, Wisconsin, Holland, Michigan, và Manistee, Michigan bao gồm cả Đại hỏa hoạn Chicago, và có nhiều người chết hơn trong Hỏa hoạn Peshtigo.
- 1879 – War of the Pacific: Hải quân Chi Lê đánh bại Hải quân Pêru trong Battle of Angamos, đô đốc hải quân Pêru Miguel Grau chết trong cuộc chạm trán.
- 1895 – Hoàng hậu Minh Thành, quốc vương cuối cùng của Triều Tiên, bị ám sát và hỏa táng.
- 1912 – First Balkan War bắt đầu: Montenegro tuyên chiến chống lại Thổ Nhĩ Kỳ.
- 1918 – Chiến tranh thế giới thứ nhất: Tại Argonne Forest ở Pháp, Corporal của Hoa Kỳ do Alvin C. York dẫn đầu một cuộc tấn công mà giết chết 25 binh sĩ Đức và bắt sống 132.
- 1928 – Joseph Szigeti mang lại hiệu quả hoạt động đầu tiên của Violin Concerto của Alfredo Casella.
- 1932 – Indian Air Force được thành lập.
- 1939 – Chiến tranh thế giới thứ hai: Đức thôn tính phía Tây Ba Lan.
- 1941 – Chiến tranh thế giới thứ hai: Trong cuộc xâm lược của họ tới Liên Xô, Đức đi đến biển Azov với việc chiếm Mariupol.
- 1944 – Chiến tranh thế giới thứ hai: Battle of Crucifix Hill xảy ra trên Crucifix Hill ngay bên ngoài Aachen. Capt. Bobbie Brown nhận được một Medal of Honor cho hành động của mình trong trận chiến này.
- 1952 – Tai nạn đường sắt Harrow và Wealdstone giết chết 112 người.
- 1967 – Lãnh đạo du kích Che Guevara và đồng đội của mình bị bắt giữ ở Bolivia.
- 1969 – Các cuộc biểu tình mở đầu của Ngày của Rage xảy ra, tổ chức bởi Weather Underground tại Chicago, Illinois.
- 1973 – Chiến tranh Yom Kippur: Lữ đoàn bọc thép của Gabi Amir tấn công các vị trí chiếm đóng của Ai Cập về phía Israel của Kênh đào Suez, trong hy vọng của các lái xe cho họ đi. Các cuộc tấn công không thành công, và hơn 150 xe tăng của Israel đang bị phá hủy.
- 1974 – Ngân hàng Quốc gia Franklin sụp đổ do sự gian lận và sự quản lý kém; tại thời điểm đó là sự thất bại ngân hàng lớn nhất trong lịch sử của Hoa Kỳ.
- 1982 – Ba Lan cấm Công đoàn Đoàn kết và tất cả các Công đoàn.
- 1985 – Khai màn vở nhạc kịch Những người khốn khổ dựa trên tiểu thuyết cùng tên của Victor Hugo. Đây là vở nhạc kịch công diễn lâu nhất lịch sử chuỗi sân khấu West End, Luân Đôn.[1][2]
- 1998 – Sân bay Gardermoen của Oslo sẽ mở ra sau khi đóng cửa các sân bay Fornebu.
- 1999 – Lịch Coligny mới, bắt đầu một kỷ nguyên mới trong lịch Coligny, tài liệu cổ xưa nhất lịch Celtic.
- 2001 – A twin engine Cessna và Scandinavian Airlines System (SAS) jetliner collide in heavy fog during takeoff from Milan, Ý killing 118.
- 2001 – Tổng thống Hoa Kỳ George W. Bush thông báo việc thành lập Bộ Nội An Hoa Kỳ.
- 2005 – Trận động đất lớn có chấn tâm ở Kashmir, làm hơn 74.500 người bị thiệt mạng ở Pakistan, Ấn Độ, và Afghanistan
- 2022 – vụ nổ đã xảy ra trên Cầu Krym

## Sinh

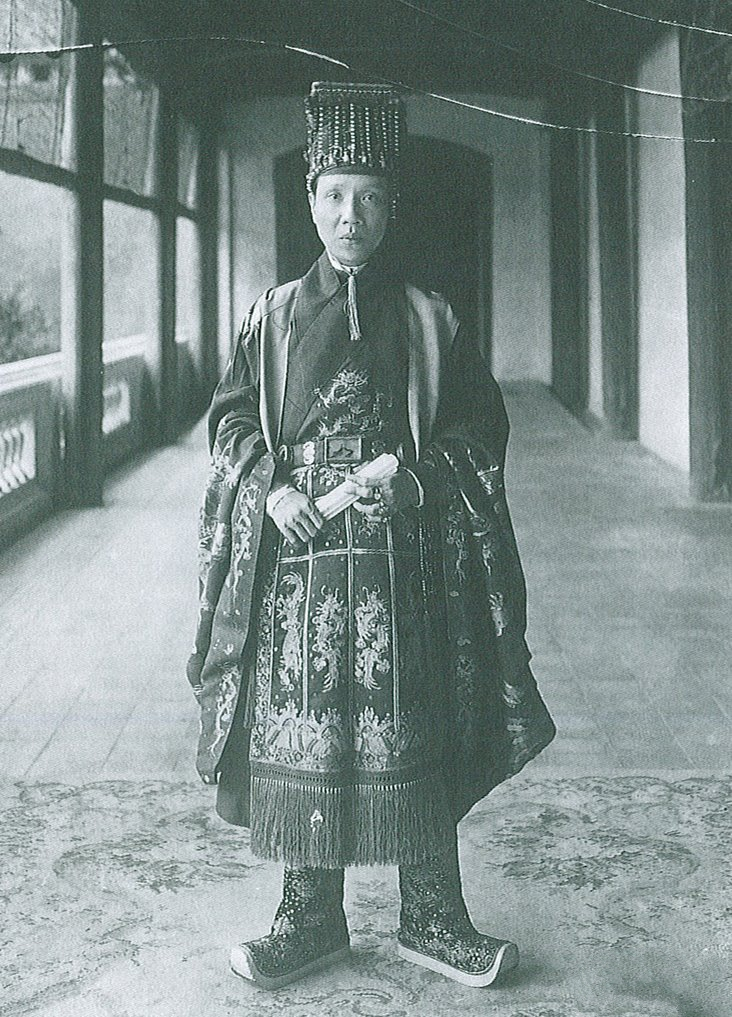
Vua Khải Định năm 1916

- 1515 – Margaret Douglas, nữ bá tước của Lennox (m. 1578)
- 1676 – Benito Jerónimo Feijóo y Montenegro, nhà nghiên cứu người Tây Ban Nha (m. 1764)
- 1713 – Yechezkel Landau, giáo sĩ Do Thái và người Do Thái gốc Ba Lan (m. 1793)
- 1715 – Michel Benoist, cha cố người Pháp (m. 1774)
- 1720 – Jonathan Mayhew, bộ trưởng Hoa Kỳ (m. 1766)
- 1747 – Jean-François Rewbell, chính khách người Pháp (m. 1807)
- 1765 – Harman Blennerhassett, luật sư người Ailen (m. 1831)
- 1789 – John Ruggles, chính khách người Hoa Kỳ (m. 1874)
- 1789 – William John Swainson, nhà tự nhiên học và nghệ sĩ người Anh (m. 1855)
- 1818 – John Henninger Reagan, chính khách người Hoa Kỳ (m. 1905)
- 1834 – Walter Kittredge, nhạc sĩ người Hoa Kỳ (m. 1905)
- 1847 – Rose Scott, nhà cải cách xã hội (m. 1925)
- 1850 – Henri Louis le Chatelier, nhà hóa học người Pháp (m. 1936)
- 1863 – Edythe Chapman, nữ diễn viên người Hoa Kỳ (m. 1948)
- 1864 – Ozias Leduc, họa sĩ Québécois (m. 1955)
- 1870 – Louis Vierne, nghệ sĩ đánh đàn Organ người Pháp (m. 1937)
- 1875 - Kỳ Đồng một người Việt xuất chúng, được biết đến là người Việt đầu tiên đỗ tú tài Pháp (m. 1929)
- 1877 – Hans Heysen, họa sĩ vẽ phong cảnh được sinh ra ở Đức (m. 1968)
- 1883 – Otto Heinrich Warburg, bác sĩ người Đức, Nobel laureate (m. 1970)
- 1883 – Dick Burnett, nhạc sĩ người Hoa Kỳ (m. 1977)
- 1884 – Walther von Reichenau, sĩ quan quân đội Đức (m. 1942)
- 1885 - Vua Khải Định (Nguyễn Hoằng Tông), hoàng đế thứ 12 của nhà Nguyễn (m. 1925)
- 1887 – Huntley Gordon, diễn viên người Canada (m. 1956)
- 1888 – Ernst Kretschmer, bác sĩ tâm thần học người Đức (m. 1964)
- 1889 – C. E. Woolman, người Hoa Kỳ đã sáng lập ra hãng hàng không Delta Air Lines (m. 1966)
- 1890 – Edward Rickenbacker, phi công người Hoa Kỳ (m. 1973)
- 1890 – Philippe Thys, tay đua xe đạp người Bỉ (m. 1971)
- 1895 – Juan Perón, tổng thống Argentina (m. 1974)
- 1895 – Zog I, vua Albani (m. 1961)
- 1896 – Julien Duvivier, đạo diễn phim người Pháp (m. 1967)
- 1897 – Rouben Mamoulian, đạo diễn phim người Armenia-Hoa Kỳ (m. 1987)
- 1901 – Eivind Groven, nhà soạn nhạc người Na Uy (m. 1977)
- 1910 – Kirk Alyn, diễn viên người Hoa Kỳ (m. 1999)
- 1910 – Gus Hall, người đứng đầu tổ chức công đoàn và tổ chức cộng sản người Hoa Kỳ(m. 2000)
- 1910 – Ray Lewis, vận động viên điền kinh người Canada (m. 2003)
- 1917 – Billy Conn, võ sĩ quyền Anh người Hoa Kỳ (m. 1993)
- 1917 – Walter Lord, tác giả người Hoa Kỳ (m. 2002)
- 1917 – Danny Murtaugh, vận động viên bóng chày người Hoa Kỳ (m. 1976)
- 1917 – Rodney Robert Porter, nhà hóa sinh vật học người Anh, Nobel laureate (m. 1985)
- 1918 – Ron Randell, nhân vật nam diễn viên (m. 2005)
- 1918 – Jens Christian Skou, nhà hóa học người Đan Mạch, Nobel laureate
- 1919 – Kiichi Miyazawa, thủ tướng thứ 78 của Nhật Bản (m. 2007)
- 1920 – Frank Herbert, nhà văn người Hoa Kỳ (m. 1986)
- 1921 – Abraham Sarmiento, Filipino Supreme Court jurist
- 1922 – Nils Liedholm, cầu thủ bóng đá tiền vệ và huấn luyện viên người Thụy Điển (m. 2007)
- 1924 – Alphons Egli, thành viên của Hội đồng Liên bang Thụy Sĩ
- 1927 – Jim Elliot, nhà truyền giáo người Hoa Kỳ (m. 1956)
- 1927 – César Milstein, nhà khoa học người Argentina, Nobel laureate (m. 2002)
- 1928 – M. Russell Ballard, LDS apostle
- 1928 – Neil Harvey, vận động viên cricket người Úc
- 1928 – Bill Maynard, diễn viên người Anh
- 1929 – Valdir Pereira, cầu thủ bóng đá người Brasil (m. 2001)
- 1930 – Tōru Takemitsu, nhà soạn nhạc người Nhật Bản (m. 1996)
- 1932 – Ray Reardon, tay chơi bi da người xứ Wales
- 1936 – Rona Barrett, nhà bình luận người Hoa Kỳ
- 1938 – Walter Gretzky, cha của Wayne Gretzky
- 1938 – Fred Stolle, vận động viên quần vợt người Úc
- 1939 – Paul Hogan, diễn viên người Úc
- 1939 – Harvey Pekar, tác giả người Hoa Kỳ
- 1939 – Lynne Stewart, luật sư dân sự tự do người Hoa Kỳ
- 1940 – Fred Cash, ca sĩ người Hoa Kỳ (The Impressions)
- 1941 – Jesse Jackson, mục sư và nhà hoạt động dân quyền người Hoa Kỳ
- 1942 – Nguyễn Minh Triết chủ tịch nước Việt Nam
- 1943 – Chevy Chase, diễn viên hài và diễn viên người Hoa Kỳ
- 1943 – R. L. Stine, tác giả người Hoa Kỳ
- 1944 – Susan Raye, ca sĩ người Hoa Kỳ
- 1946 – Jean-Jacques Beineix, đạo diễn phim người Pháp
- 1946 – Dennis Kucinich, chính khách người Hoa Kỳ
- 1947 – Emiel Puttemans, vận động viên người Bỉ
- 1948 – Benjamin Cheever, tiểu thuyết gia và biên tập viên người Hoa Kỳ
- 1948 – Sarah Purcell, dẫn chương trình người Hoa Kỳ
- 1948 – Johnny Ramone, nhạc sĩ người Hoa Kỳ (The Ramones) (m. 2004)
- 1948 – Pedro López, kẻ giết người hàng loạt người Colombia
- 1948 – Claude Jade, nữ diễn viên người Pháp (m. 2006)
- 1949 – Sigourney Weaver, nữ diễn viên người Hoa Kỳ
- 1950 – Robert Kool Bell, nhạc sĩ người Hoa Kỳ (Kool & the Gang)
- 1951 – Jack O'Connell, chính khách người Hoa Kỳ
- 1952 – Jan Marijnissen, chính khách người Hà Lan
- 1952 – Edward Zwick, đạo diễn phim người Hoa Kỳ
- 1954 – Michael Dudikoff, diễn viên người Hoa Kỳ
- 1954 – Huub Rothengatter, tay đua xe người Hà Lan
- 1955 – Bill Elliott, tay đua xe người Hoa Kỳ
- 1955 – Lonnie Pitchford, Nhạc sĩ nhạc blues người Hoa Kỳ (m. 1998)
- 1955 – Darrell Hammond, Diễn viên hài người Hoa Kỳ (SNL)
- 1956 – Stephanie Zimbalist, nữ diễn viên người Hoa Kỳ
- 1956 – Jeff Lahti, vận động viên bóng chày người Hoa Kỳ
- 1957 – Antonio Cabrini, cầu thủ bóng đá người Ý
- 1957 – Joe Castiglione, Giám đốc đại học thể thao người Hoa Kỳ
- 1958 – Steve Coll, nhà báo người Hoa Kỳ
- 1959 – Nick Bakay, diễn viên người Hoa Kỳ
- 1959 – Mike Morgan, vận động viên bóng chày người Hoa Kỳ
- 1960 – Lorenzo Milá, người phát thanh bản tin ở đài người Tây Ban Nha
- 1960 – François Pérusse, nhạc sĩ người Canada
- 1960 – Reed Hastings, doanh nhân người Hoa Kỳ
- 1961 – Ted Kooshian, nghệ sĩ dương cầm nhạc jazz người Hoa Kỳ
- 1962 – Bruno Thiry, tay đua xe người Bỉ
- 1964 – Igor Jijikine, diễn viên người Nga (Indiana Jones and the Kingdom of the Crystal Skull)
- 1964 – CeCe Winans, ca sĩ người Hoa Kỳ
- 1965 – Ardal O'Hanlon, diễn viên hài, diễn viên người Ailen
- 1965 – C-Jay Ramone, nhạc sĩ người Hoa Kỳ (The Ramones)
- 1965 – Peter Greene, diễn viên người Hoa Kỳ
- 1966 – Art Barr, đô vật người Hoa Kỳ (m. 1994)
- 1966 – Camille Coduri, nữ diễn viên người Anh
- 1966 – Karyn Parsons, nữ diễn viên người Hoa Kỳ
- 1967 – Yvonne Reyes, nữ diễn viên người Venezuela
- 1968 – Ali Benarbia, cựu cầu thủ bóng đá người Algeri
- 1968 – Zvonimir Boban, cầu thủ bóng đá người Croatia
- 1968 – Emily Procter, nữ diễn viên người Hoa Kỳ
- 1968 – Leeroy Thornhill, nhạc sĩ người Anh (The Prodigy)
- 1969 – Julia Ann, nữ diễn viên khiêu dâm người Hoa Kỳ
- 1969 – Jeremy Davies, diễn viên người Hoa Kỳ
- 1969 – Dylan Neal, diễn viên người Canada
- 1970 – Matt Damon, diễn viên người Hoa Kỳ
- 1970 – Gauri Khan, vợ của diễn viên người Ấn Độ Shahrukh Khan
- 1970 – Tetsuya Nomura, nhà thiết kế video-game người Nhật
- 1970 – Soon-Yi Previn, nữ diễn viên người Hàn Quốc Hoa Kỳ
- 1972 – Stanislav Varga, cầu thủ bóng đá người Slovakia
- 1972 – Kim Myung Min, diễn viên Hàn Quốc
- 1974 – Fredrik Modin, vận động viên khúc côn cầu người Thụy Điển
- 1974 – DJ Q-Ball, nhạc sĩ người Hoa Kỳ (Bloodhound Gang)
- 1974 – Martin Henderson, diễn viên người New Zealand
- 1974 – Koji Murofushi, vận động viên môn ném búa người Nhật
- 1976 – Galo Blanco, vận động viên quần vợt người Tây Ban Nha
- 1976 – Renate Groenewold, vận động viên trượt băng tốc độ người Hà Lan
- 1977 – Anne-Caroline Chausson, tay đua xe đạp leo núi người Pháp
- 1977 – Erna Siikavirta, nhạc sĩ người Phần Lan (Lordi)
- 1977 – Jamie Marchi, ca sĩ người Hoa Kỳ
- 1978 – Mick O'Driscoll, cầu thủ bóng bầu dục người Ailen
- 1978 – Antonino D'Agostino, cầu thủ bóng đá người Ý
- 1979 – Kristanna Loken, nữ diễn viên người Hoa Kỳ
- 1979 – Paul Burchill, đô vật chuyên nghiệp người Anh
- 1979 – Gregori Chad Petree, nhạc sĩ người Hoa Kỳ (Shiny Toy Guns)
- 1980 – Mike Mizanin, đô vật người Hoa Kỳ
- 1980 – Nick Cannon, diễn viên người Hoa Kỳ
- 1981 – Raffi Torres, vận động viên chơi khúc côn cầu trên băng người Canada
- 1981 – Ruby (ca sĩ Ai Cập), ca sĩ người Ai Cập
- 1983 – Mario Cassano, cầu thủ bóng đá người Ý
- 1983 – Steve Cronin, cầu thủ bóng đá, nhạc sĩ và diễn viên người Hoa Kỳ
- 1983 – Michael Fraser, cầu thủ bóng đá người Scotland
- 1983 – Travis Pastrana, tay đua motor thể thao người Hoa Kỳ
- 1985 – Eiji Wentz, ca sĩ người Nhật
- 1987 – Aya Hirano, ca sĩ người Nhật
- 1989 – Armand Traoré, cầu thủ bóng đá người Pháp

## Mất
- 976 – Jelena of Zadar, hoàng hậu Croatia
- 1286 – John I of Dreux, Duke of Brittany (s. 1217)
- 1317 – Fushimi, hoàng đế Nhật Bản (s. 1265)
- 1621 – Antoine de Montchrétien, nhà soạn kịch người Pháp
- 1647 – Christian Sørensen Longomontanus, nhà thiên văn học người Đan Mạch (s. 1562)
- 1652 – John Greaves, nhà toán học người Anh (s. 1602)
- 1656 – John George I, Elector of Saxony (s. 1585)
- 1659 – Jean de Quen, cha cố người Pháp
- 1735 – Ung Chính vua của Trung Quốc (s. 1678)
- 1754 – Henry Fielding, tác giả người Anh (s. 1707)
- 1772 – Jean Joseph de Mondonville, nhà soạn nhạc người Pháp (s. 1711)
- 1793 – John Hancock, nhà cách mạng người Hoa Kỳ (s. 1737)
- 1795 – Andrew Kippis, tu sĩ người Anh không theo quốc giáo ở Anh (s. 1725)
- 1804 – Thomas Cochran (judge), thẩm phán người Canada (s. 1777)
- 1809 – James Elphinston, nhà ngữ văn người Scotland (s. 1721)
- 1834 – François-Adrien Boïeldieu, nhà soạn nhạc người Pháp (s. 1775)
- 1863 – Lê Thị Ái, phong hiệu Lục giai Tiệp dư, thứ phi của vua Minh Mạng nhà Nguyễn (s. 1799)
- 1869 – Nguyễn Phúc Hòa Trinh, phong hiệu Lâm Thạnh Công chúa, công chúa con vua Minh Mạng (s. 1836)
- 1869 – Franklin Pierce, tổng thống Hoa Kỳ thứ 14 (s. 1804)
- 1879 – Miguel Grau Seminario, đô đốc người Pêrru (s. 1834)
- 1886 – Austin F. Pike, chính khách người Hoa Kỳ đến từ New Hampshire (s. 1819)
- 1897 – Alexei Savrasov, họa sĩ người Nga (s. 1830)
- 1928 – Larry Semon, diễn viên hài kịch (s. 1889)
- 1936 – William Henry Stark, lãnh đạo doanh nghiệp người Hoa Kỳ (s. 1851)
- 1936 – Red Ames, vận động viên bóng chày người Hoa Kỳ (s. 1882)
- 1942 – Sergei Chaplygin, kỹ sư người Liên Xô (s. 1869)
- 1944 – Wendell Willkie, chính khách người Hoa Kỳ (s. 1892)
- 1945 – Felix Salten, tác giả người Áo (s. 1869)
- 1952 – Joe Adams, vận động viên bóng chày người Hoa Kỳ (s. 1877)
- 1953 – Nigel Bruce, diễn viên người Anh (s. 1895)
- 1953 – Kathleen Ferrier, giọng nữ trầm người Anh (s. 1912)
- 1955 – Iry LeJeune, nhạc sĩ Cajun (s. 1928)
- 1958 – Ran Bosilek, tác giả người Bungari (s. 1886)
- 1962 – Solomon Linda, ca sĩ và nhà soạn nhạc người Nam Phi (s. 1909)
- 1967 – Clement Attlee, Thủ tướng Vương quốc Anh (s. 1883)
- 1970 – Mitr Chaibancha, diễn viên điện ảnh người Thái Lan (s. 1934)
- 1970 – Jean Giono, tác giả người Pháp (s. 1895)
- 1973 – Gabriel Marcel, nhà triết học người Pháp (s. 1889)
- 1977 – Giorgos Papasideris, Hy Lạp ca sĩ đồng quê, nhà soạn nhạc, Nhà thơ trữ tình (s. 1902)
- 1982 – Fernando Lamas, diễn viên người Argentina (s. 1915)
- 1982 – Philip Noel-Baker, Baron Noel-Baker, người Canada-sinh ra hoạt động hòa bình, Giải Nobel Hòa bình (s. 1889)
- 1983 – Joan Hackett, nữ diễn viên người Hoa Kỳ (s. 1934)
- 1985 – Malcolm Ross, Người đi bằng khinh khí cầu và nhà vật lý khí quyển người Hoa Kỳ (s. 1919)
- 1987 – Konstantinos Tsatsos, tổng thống Hy Lạp thứ hai (s. 1899)
- 1990 – B.J. Wilson, nhạc sĩ người Anh (Procol Harum) (s. 1947)
- 1992 – Willy Brandt, Chancellor of Germany, Giải Nobel Hòa bình (s. 1913)
- 1995 – Christopher Keene, người chỉ huy dàn nhạc người Hoa Kỳ (s. 1946)
- 1997 – Bertrand Goldberg, Kiến trúc sư người Hoa Kỳ (s. 1913)
- 1999 – John McLendon, huấn luyện viên bóng rổ người Hoa Kỳ (s. 1915)
- 2000 – Sheila Holland (Sheila Coates, Charlotte Lamb, Sheila Lancaster, Victoria Wolf, Laura Hardy), nhà văn người Anh (s. 1937)
- 2002 – Jacques Richard, vận động viên chơi khúc côn cầu trên băng người Pháp Canada (s. 1952)
- 2004 – Jacques Derrida, nhà triết học người Pháp (s. 1930)
- 2004 – James Chace, nhà sử học người Hoa Kỳ (s. 1931)
- 2005 – Alekos Alexandrakis, diễn viên người Hy Lạp (s. 1928)
- 2006 – Mark Porter, tay đua xe người New Zealand (s. 1975)
- 2007 – Constantine Andreou, họa sĩ người Hy Lạp (s. 1917)
- 2008 – George Emil Palade, nhà sinh vật học người Rumani (s. 1912)
- 2008 – Eileen Herlie, nữ diễn viên người Hoa Kỳ (s. 1918)
- 2007 – Nhạc sĩ Lê Mộng Bảo
- 2008 – Bob Friend (phát thanh viên), phát thanh viên người Anh (s. 1938)